# Kiełże

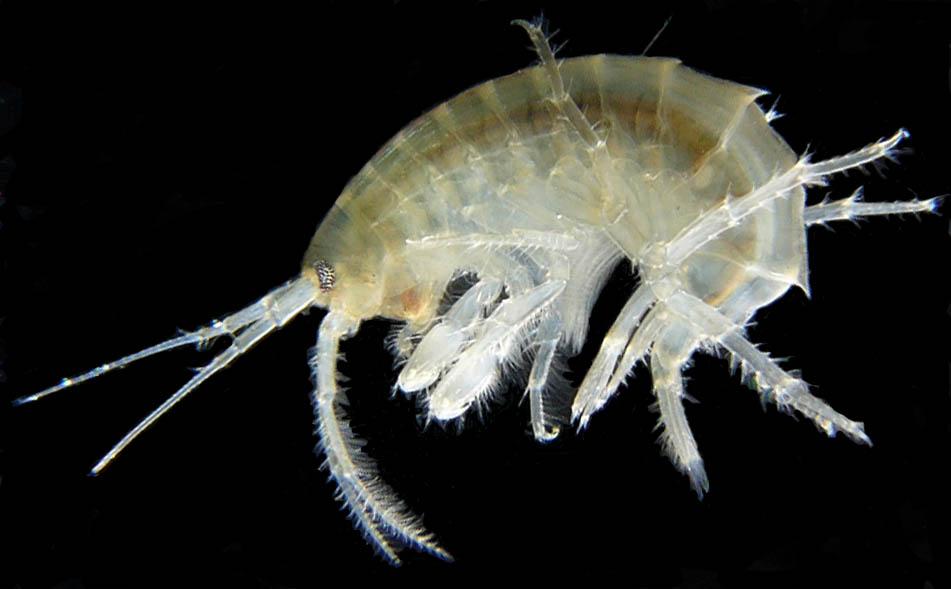
Kiełż rzeczny

Kiełże – zwyczajowa nazwa morskich i słodkowodnych, dennych skorupiaków z kilku rodzin w rzędzie obunogów. Mają charakterystyczne bocznie spłaszczone, łukowato wygięte ciało o długości do 2 cm, w którym wyróżnić można głowę, tułów i odwłok. Na tułowiu znajdują się odnóża, dzięki którym zwierzę porusza się w wodzie pływając lub pełzając wśród roślin i kamieni. Kiełże żyją na dnie zbiorników wodnych, często występując masowo.
Na terenie Polski, w wodach słodkich i w Morzu Bałtyckim, żyje około 20 gatunków rodzimych, w tym:
Gatunki słodkowodne
- kiełż zdrojowy (Gammarus pulex) – spotykany także w ujściach rzek do morza
- Gammarus fossarum
- kiełż jeziorny (Gammarus lacustris)
- Gammarus varsoviensis
- Gammarus balcanicus
- kiełż rzeczny (Gammarus roeseli)
- kiełż drobny (Chaetogammarus stoerensis) – spotykany również w Bałtyku

Gatunki morskie
- kiełż morski (Gammarus locusta)[1]
- kiełż zwyczajny (Gammarus inaequicauda)
- kiełż oceaniczny (Gammarus oceanicus) – największy krajowy gatunek, dorastający do 27 mm długości[1]
- kiełż brzegowy (Gammarus duebeni)[1]
- kiełż zalewowy (Gammarus zaddachi)[1]
- kiełż bałtycki (Gammarus salinus)[1]

Gatunki obce, inwazyjne
- Chaetogammarus ischnus
- Dikerogammarus haemobaphes
- Dikerogammarus villosus
- kiełż tygrysi (Gammarus tigrinus)
- Obesogammarus crassus
- Pontogammarus robustoides

Kiełże są pokarmem wielu gatunków ryb i ptaków. Zamrożone lub wysuszone sprzedawane są jako pokarm dla zwierząt akwariowych i terrariowych.
W literaturze polskiej, w zależności od autora, nazwy kiełże i kiełżowate opisywane są jako rodzaj Gammarus, rodzina Gammaridae lub podrząd Gammaridea.